# Hillsche Differentialgleichung
Die Hillsche Differentialgleichung ist eine lineare gewöhnliche Differentialgleichung zweiter Ordnung der Form
{\displaystyle \ y''(x)+q(x)y(x)=0}
wobei {\displaystyle q(x)} eine periodische Funktion ist. Sie ist nach George William Hill benannt und insbesondere für Probleme aus der Schwingungslehre von Bedeutung.
Sie hat für praktisch interessierende Fälle Lösungen der Form
{\displaystyle y(x)=C_{1}e^{\mu _{1}x}y_{1}(x)+C_{2}e^{\mu _{2}x}y_{2}(x)}
mit {\displaystyle \mu _{1}} und {\displaystyle \mu _{2}} als so genannte charakteristische Exponenten.

## Spezialfälle
Für die Parameterfunktion
{\displaystyle q(x)=q_{o}+\Delta q\cdot \cos(x)}
geht die Hillsche Differentialgleichung in eine Mathieusche Differentialgleichung über.
Für die Parameterfunktion
{\displaystyle q(x)=q_{o}+\Delta q\cdot \operatorname {sgn}(\cos(x))}
geht die Hillsche Differentialgleichung in eine Meißnersche Differentialgleichung über.